# ソ連・エストニア不可侵条約
ソ連・エストニア不可侵条約（ソれん・リトアニアふかしんじょうやく、エストニア語: Eesti-Nõukogude Liidu mittekallaletungileping）は、1932年5月4日、ソビエト連邦とエストニア共和国の間で締結された不可侵条約。条約により、両国はタルトゥ条約で定められた国境線を再確認したが、1939年のバルト諸国占領でソ連により一方的に破棄された。